# ويليام غريني (سياسي)
ويليام غريني (بالإنجليزية: William Greene) هو محامي وسياسي أمريكي، ولد في 1797 بوارويك في الولايات المتحدة، وتوفي بنفس المكان في 24 مارس 1883. حزبياً، نشط في الحزب الجمهوري.